# 快一点！内姆磷
《どきんちょ! ネムリン》是1984年9月2日至1985年3月31日在富士电视台全31話放送的特摄节目，东映不可思议喜剧系列的第4作品。

## 人员
导演: 坂本太郎、大井利夫、田中秀夫、岡本明久、加藤盟、佐伯孚治、大竹真二
编剧: 寺田憲史、井上敏樹、浦沢義雄

## 演员
内田さゆり
奥村公延
東啓子
飛高政幸
佐藤正宏